# Supraśl
Supraśl ([udtale:ˈsupraɕl]; hviderussisk: Су́прасль; litauisk: Supraslė)  er en by  i den centrale del af voivodskabet Podlaskie i det nordøstlige Polen, der ligger 15 kilometer nordøst for  Białystok. Den har   4.427(2021)  indbyggere og et areal på 	5,68  km², og   er en del af  powiatet (amt) Białystok.

## Historie
Bebyggelsen blev grundlagt i det 16. århundrede. Efter Polens tredje deling i 1795 blev Supraśl annekteret af Preussen. I 1807 overgik den til Polens russiske del. I 1823 blev et manuskript fra det 10. århundrede, det ældste slaviske litterære værk i Polen, kaldet Codex Suprasliensis, opdaget i Supraśl-klosteret af Michał Bobrowski.
Efter 1831 udviklede tekstilindustrien  sig i byen. I 1834 kom fabrikant Wilhelm Fryderyk Zachert fra Zgierz til Supraśl og bidrog væsentligt til udviklingen af landsbyen til en by. Indtil midten af 1800-tallet var  den det største centrum for tekstilindustrien i regionen, før den blev overgået af nærliggende Białystok. I det 19. århundrede boede der hovedsageligt katolikker, men også protestanter, ortodokse og jøder. Under 1. verdenskrig fra 1915 til 1919 blev det besat af tyskerne. Efter 1919, i det uafhængige Polen. Under 2. verdenskrig var det besat af Sovjetunionen fra 1939 til 1941 og af tyskerne fra 1941 til 1944. Russerne ødelagde en del af klosterets indre, og tyskerne ødelagde de fleste industrianlæg.